# 페카 니에미 (스키 선수)
페카 니에미(핀란드어: Pekka Niemi, 1909년 11월 15일 - 1993년 12월 21일)는 핀란드의 크로스컨트리 선수로 1936년 가르미슈파르텐키르헨 동계 올림픽에 출전했다. 그는 18km 경기에서 동메달을 획득했고 50km 경기에서 8위를 했다.
그는 1937년 세계 선수권 대회 50km 경기에서 금메달을 획득했다. 그는 또한 1938년 홀멘콜렌 스키 축제 50km 경기에서 우승했다.